# Tělo Kristovo

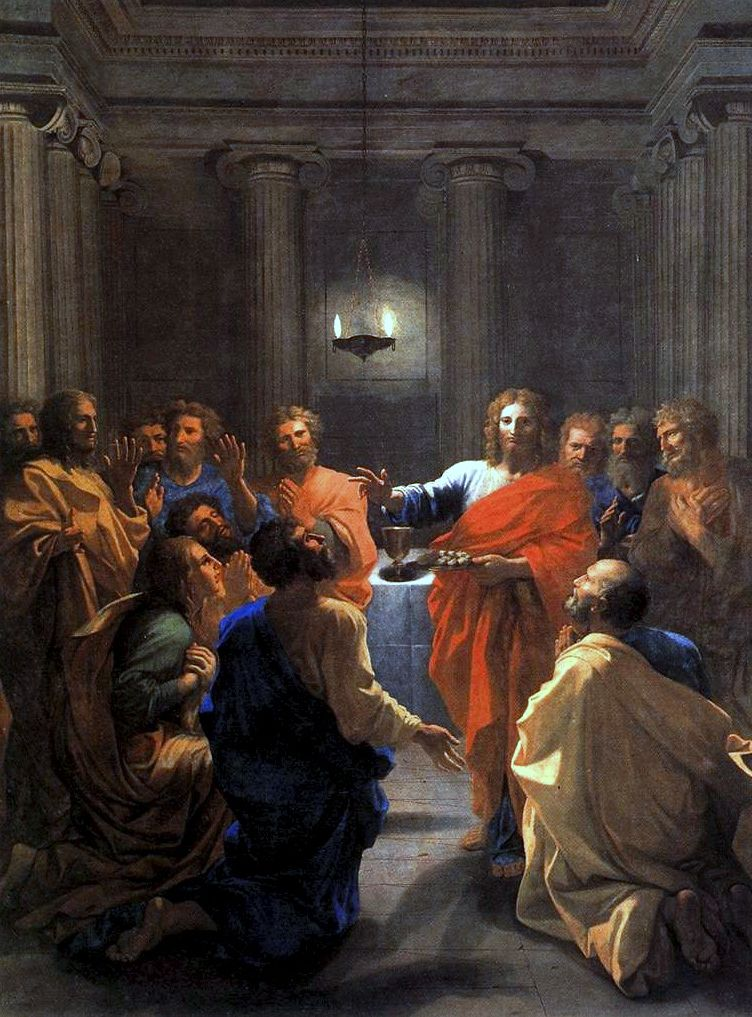
Ustavení eucharistie, Nicolas Poussin, 1640

V křesťanské teologii má pojem Tělo Kristovo (latinsky Corpus Christi) vedle svého základního významu dva hlavní, ale oddělené druhotné významy: může odkazovat na Ježíšova slova nad chlebem při slavení židovského svátku Pesach: „Toto je mé tělo“ v Lukášově evangeliu (viz Poslední večeře), nebo může odkazovat na všechny jednotlivce, kteří jsou „v Kristu“ v 1. listě Korintským (viz Kristova církev).
Jak používá svatý Pavel v Pavlových listech, „Tělo Kristovo“ se vztahuje na všechny jednotlivce, kteří „slyšeli slovo pravdy, evangelium o vaší spáse, uvěřili v něj, byli opatřeni pečetí přislíbeného Ducha svatého“ Ef 1,13, „jsou společně utvářeni v příbytek pro Boha skrze Ducha“ Ef 2,22, jsou „spojeni a udržováni pohromadě každým údem, jímž jsou opatřeni, když každá část řádně spolupracuje, dává tělu růst, aby se samo utvářelo v lásce“ Ef 4,16.
Existují značné rozdíly v tom, jak křesťané chápou tento pojem, jak jej použil Kristus při Poslední večeři a jak se vyvinul v křesťanské teologii o eucharistii. Pro některé má symbolický, pro jiné doslovnější či mystický význam.
V římskokatolické teologii se používá výraz „mystické tělo“, který odlišuje mystické tělo Kristovo, tj. církev, od fyzického těla Kristova a od „morálního těla“, jako je jakékoli sdružení se společným cílem. Ve východním pravoslaví se výraz „mystické tělo Kristovo“ používá také pro východní pravoslavnou církev v tom smyslu, že „mystické spojení s Kristem je v jeho církvi skutečností“.

## Eucharistie a reálná přítomnost
Víra v reálnou přítomnost Krista v eucharistii je hlásána v katolicismu, pravoslaví, starobylých východních církvích, východních církvích, moravských bratří, luteránství, anglikánství, metodismu a reformovaném křesťanství, ačkoli každá tradice učí o této nauce jiným způsobem. Snahy o vzájemné porozumění mezi těmito církvemi vedly v 80. letech 20. století ke konzultacím Světové rady církví a dokumentu o křtu, eucharistii a bohoslužbě.

### Katolicismus

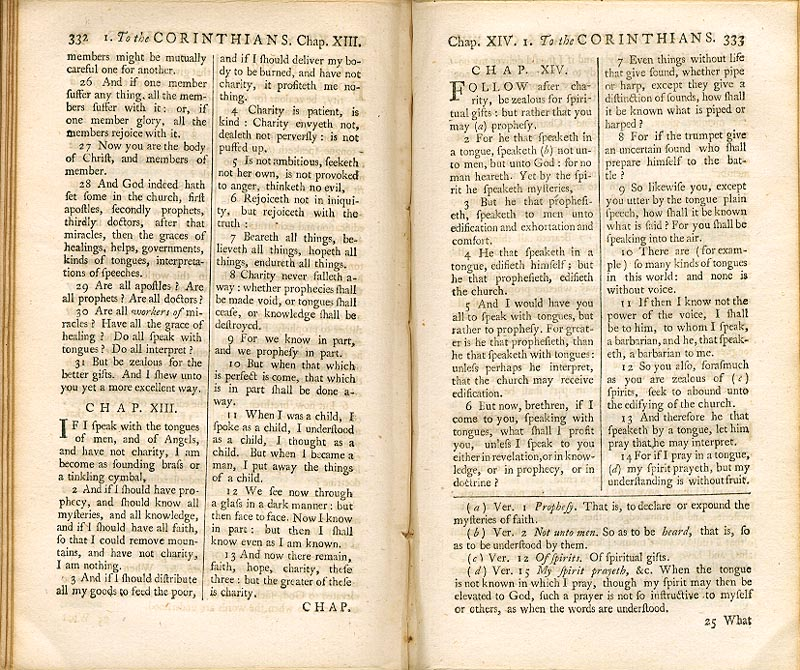
1. list Korintským, z Douai Bible, 1749

Hlavní článek: Eucharistie v katolické církvi
Katolická církev sice učí, že v chlebu konsekrovaném v eucharistii nedochází k absolutně žádné změně, která by byla přístupná smyslům nebo vědeckému zkoumání, ale zároveň podporuje reálnou přítomnost, tj. že skutečnost chleba se mění v Kristovo tělo. Církevní učení tuto změnu označuje jako změnu „podstaty“ neboli „transsubstanciaci“ a odmítá lollardskou nauku o „konsubstanciaci“, která předpokládá, že podstata či realita chleba po konsekraci zůstává, místo aby se přeměnila či změnila v podstatu Kristova těla. Zároveň církev zastává názor, že vše, co lze zkoumat buď přímo, nebo vědeckým zkoumáním – to, co se v aristotelovské filozofii nazývá „akcidenty“ (na rozdíl od reality) –, zůstává zcela nezměněno.
V římském ritu kněz nebo jiný služebník, který podává přijímajícímu konsekrovanou hostii, říká: „Tělo Kristovo“.
Protože se věří, že posvěcený chléb je tělo Kristovo a je svatý, to, co z hostií po mši svaté zbude, se uchovává v eucharistickém svatostánku. Svatostánek slouží především jako místo, kde jsou uloženy hostie pro podávání svatého přijímání nemocným, ale také jako středobod osobní zbožnosti a modlitby. Při vhodných příležitostech se pak díky tomu může konat veřejná eucharistická adorace.
Kristus se také spojil s chudými tohoto světa, a to se také nazývá Tělo Kristovo. „Chceme-li se skutečně setkat s Kristem, musíme se dotýkat jeho těla v trpících tělech chudých jako odpověď na svátostné společenství udělované v eucharistii. Kristovo Tělo, rozlámané v posvátné liturgii, můžeme skrze lásku a sdílení vidět ve tvářích a osobách nejzranitelnějších z našich bratří a sester,“ řekl papež František při zahájení Světového dne chudých.

### Pravoslaví
Pravoslavná církev také věří, že eucharistické části chleba a vína se stávají skutečným tělem a krví Kristovou. Autoritativně používá k popisu této změny termín „transsubstanciace“, jak je uvedeno v Dlouhém katechismu pravoslavné, katolické, východní církve (Katechismus sv. Filareta Moskevského) a v dekretech jeruzalémské synody z roku 1672.

### Luteránství
Hlavní článek: Eucharistie v luteránství
Martin Luther to vysvětloval tak, že protože božství zahrnuje všudypřítomnost, může být Kristovo tělo přítomno v eucharistii díky své účasti na božské přirozenosti.
V současném luteránském učení se Tělo Kristovo používá v poněkud podobné podobě jako v katolickém učení, ale luteráni odmítají katolické učení o transsubstanciaci a místo toho učí nauku o svátostném spojení. Pro luterány je Tělo Kristovo formálním názvem svátostného chleba v eucharistii, jak je vidět v luteránské bohoslužbě.

### Moravští bratři
Nicolaus Zinzendorf, biskup moravské církve, prohlásil, že svaté přijímání je „nejtěsnějším ze všech spojení s osobou Spasitele“. Moravská církev se drží názoru známého jako „svátostná přítomnost“, který učí, že ve svátosti svatého přijímání:
Kristus dává své tělo a krev podle svého slibu všem, kdo se účastní přijímání těchto částí. Když jíme a pijeme chléb a víno ve večeřadle s vírou v očekávání, máme tím společenství s tělem a krví našeho Pána a přijímáme odpuštění hříchů, život a spásu. V tomto smyslu se právem říká, že chléb a víno jsou Kristovým tělem a krví, které dává svým učedníkům.

### Reformované církve
Hlavní článek: Večeře Páně v reformační teologii
Reformované církve, mezi něž patří kontinentální reformovaná, reformovaná anglikánská, presbyteriánská, kongregacionalistická a reformovaná baptistická tradice, učí o pneumatické přítomnosti Krista ve Večeři Páně – že Kristus je skutečně duchovně přítomen ve svátosti svatého přijímání. Kongregacionalistický teolog Alfred Ernest Garvie vysvětlil kongregacionalistickou víru ohledně pneumatické přítomnosti ve Svaté katolické církvi z pohledu kongregacionalistů:
Je skutečně přítomen při Večeři Páně bez jakéhokoli omezení na živel, pokud nejsme ochotni tvrdit, že hmotné je skutečnější než duchovní. Je to celý Kristus, který se představuje víře, takže věřící má s ním společenství.

### Metodismus
Metodisté učí o skutečné přítomnosti Krista v eucharistii, ale tvrdí, že způsob, jakým je zpřítomňován, je svatým tajemstvím. Disciplína Svobodné metodistické církve tedy říká:
Večeře Páně je svátostí našeho vykoupení Kristovou smrtí. Pro ty, kdo ji správně, důstojně a s vírou přijímají, je chléb, který lámeme, účastí na Kristově těle a stejně tak kalich požehnání je účastí na Kristově krvi. Večeře je také znamením lásky a jednoty, kterou mezi sebou křesťané mají. Kristus je podle svého slibu ve svátosti skutečně přítomen. – Disciplína, Svobodná metodistická církev.

## Církev
Hlavní článek: Církev

### Katolicismus
Hlavní článek: Anonymní křesťan
Neboť jako je tělo jedno a má mnoho údů a všechny údy toho jednoho těla, ačkoli je jich mnoho, jsou jedno tělo, tak je tomu i s Kristem. Neboť jedním Duchem jsme všichni pokřtěni v jedno tělo, ať jsme Židé nebo pohané, ať jsme otroci nebo svobodní, a všichni jsme byli napojeni jedním Duchem. Tělo totiž není z jednoho údu, ale z mnoha.
– sv. Pavel, 1Kor 12, 12–14 (Kral, ČEP)
První význam, který katolíci přikládají výrazu „Kristovo tělo“, je katolická církev. Katechismus katolické církve se souhlasem cituje jako „shrnutí víry svatých doktorů a zdravého rozumu věřícího“ odpověď svaté Johanky z Arku jejím soudcům: „O Ježíši Kristu a Církvi prostě vím, že je to jen jedna věc, a neměli bychom si to komplikovat.“ V téže pasáži cituje také svatého Augustina: „Radujme se tedy a děkujme, že jsme se stali nejen křesťany, ale i samotným Kristem. Rozumíte a chápete, bratři, Boží milost vůči nám? Žasněte a radujte se: stali jsme se Kristem. Neboť je-li on hlavou, my jsme údy; on a my dohromady jsme celý člověk.... plnost Kristova je pak hlava a údy. Co však znamená ,hlava a údy'? Kristus a církev.“ Ve světle toho všeho se katolická církev nazývá „univerzální svátostí spásy“ pro celý svět, protože uděluje svátosti, které příjemci dávají Kristovu milost.
Apoštol svatý Pavel mluvil o této jednotě křesťanů s Kristem, o níž se v Novém zákoně mluví také v obrazech, jako je obraz vinného kmene a ratolestí, ve smyslu jediného těla, jehož hlavou je Kristus, v Řím 12, 5 (Kral, ČEP), 1Kor 12, 12–27 (Kral, ČEP), Ef 3, 6 (Kral, ČEP) a Ef 5, 23 (Kral, ČEP), Kol 1, 18 (Kral, ČEP) a Kol 1, 24 (Kral, ČEP).
Podle Katechismu katolické církve „srovnání církve s tělem osvětluje důvěrné pouto mezi Kristem a jeho církví. Nejenže je kolem něj shromážděna, ale je v něm sjednocena, v jeho těle. Je třeba si konkrétněji povšimnout tří aspektů církve jako Kristova těla: jednoty všech jejích údů mezi sebou v důsledku jejich spojení s Kristem; Krista jako hlavy těla a církve jako Kristovy nevěsty.“ Katechismus upřesňuje význam každého z těchto tří aspektů.
Pro odlišení Těla Kristova v tomto smyslu od jeho fyzického těla se často používá termín „mystické Tělo Kristovo“. Tento termín byl použit jako první slova, a tedy i jako název encykliky Mystici Corporis Christi papeže Pia XII. V tomto dokumentu papež Pius XII. v roce 1943 uvádí: „Mystické Tělo Kristovo... je katolická církev.“ V roce 1964 však katoličtí biskupové shromáždění na II. vatikánském koncilu sice uznali, že „plné začlenění“ do církve vyžaduje spojení se svrchovaným papežem, ale popsali různé stupně „přičlenění“ nebo „spojení“ s církví zahrnující všechny osoby dobré vůle, což nebylo nic nového. Koncilní dekret o ekumenismu uváděl, že „všichni, kdo byli ospravedlněni vírou ve křtu, jsou údy Kristova těla“(3), tedy ti, kdo nepředstavují překážku (lat. obex) pro realizaci svátosti, jako je formální schizma nebo formální hereze.

### Pravoslaví
Východní pravoslavná církev se považuje za Kristovo tělo, o němž mluví Pavel z Tarsu ve svých listech. Považuje se za bezhříšnou, protože je tělem Kristovým, ale její údy jsou „omylné a hříšné“.
Ve východním pravoslaví se také věří, že východní pravoslavná církev je „mystickým tělem Kristovým“ v tom smyslu, že „mystické spojení s Kristem je skutečností v jeho církvi“.

### Protestantismus
V moderním učení používají „Tělo Kristovo“ ostatní protestanti pro souhrnné označení věřících v Krista, na rozdíl od těch, kteří jsou pouze členy katolické církve. V tomto smyslu jsou křesťané členy univerzálního Těla Kristova nikoli na základě ztotožnění se s institucí církve, ale díky ztotožnění se s Kristem přímo skrze víru. Tato teologie se opírá o několik biblických veršů, včetně Řím 12, 5 (Kral, ČEP), 1Kor 12,12 (Kral, ČEP), Ef 3, 6 (Kral, ČEP), Ef 4, 15–16 (Kral, ČEP) a Ef 5, 23 (Kral, ČEP), Kol 1, 18 (Kral, ČEP) a Kol 1, 24 (Kral, ČEP). Na základě těchto veršů je možné říci, že se jedná o členství v církvi. Ježíš Kristus je vnímán jako „hlava“ těla, kterým je církev, zatímco „údy“ těla jsou vnímány jako údy církve. Protestantismus tak definuje „Tělo Kristovo“ mnohem šířeji než katolická církev. To umožnilo široké základně v rámci křesťanství nazývat se součástí „Těla Kristova“.